# Ermentrude d'Orléans
Pour les articles homonymes, voir Ermentrude.

## Biographie
Née le 27 septembre 823 et morte le 6 octobre 869 Elle est la petite-fille d'Adalhard, puissant seigneur, et fille du comte Eudes d'Orléans et d'Engeltrude de Fézensac, elle-même fille du comte Leuthard Ier de Paris. Elle épouse Charles II le Chauve le 14 décembre 842 à Quierzy-sur-Oise (ou à Crécy-en-Ponthieu) et fut couronnée le 25 août 866 à l’Abbaye Saint-Médard de Soissons.
Il semblerait que son mari ait eu de son vivant pour concubine Richilde d'Ardennes, sœur de Boson de Provence, roi de Bourgogne Cisjurane et de Provence, dont il fit sa seconde épouse par la suite.
Ermentrude se sépare de Charles en 867 en raison de divergences au sujet de Lothaire II qui souhaitait répudier sa femme Theutberge pour cause de stérilité. Ermentrude prend le parti de Theutberge tandis que Charles II prend celui de Lothaire II.
Non répudiée, elle se retire à l'abbaye de Hasnon où elle meurt le 6 octobre 869. Elle y est également enterrée (Les Annales de Saint-Bertin disent que la reine est morte et enterrée au monastère de Saint-Denis). Peu après sa mort, le roi Charles II le Chauve épouse Richilde d'Ardennes, le 12 octobre 869, mariage confirmé à Aix-la-Chapelle le 22 janvier 870.

## Descendance
Des quatre fils d'Ermentrude, seul l'aîné, Louis II le Bègue, accéda au trône en 877. Charles, roi d'Aquitaine, mourut le 29 septembre 866, Lothaire le Boiteux, abbé de plusieurs abbayes, mourut à la fin de l'année 865, et Carloman mourut en 876 de ses blessures, après avoir eu les yeux crevés sur ordre de son père pour s'être révolté.
On lui connaît également cinq filles : Judith (reine de Wessex puis comtesse de Flandres), Rotrude (Rotrudi), qui fut abbesse de Sainte-Croix-de-Poitiers, Hildegarde (Hildegardim), Ermentrude (Hirmintrudis), abbesse d'Hasnon en 877 et Gisèle (Gislam).

## Généalogie
```
   ┌─ 
Adrien d'Orléans
 (v.
760
-† 
821
), 
comte d'Orléans
, 
comte Palatin
. 
Cf. 
Agilolfing

┌─ 
Eudes d'Orléans
 (?-† 
834
). 
│  └─ Waldrade de 
Wormsgau
 (?-?). 
│

Ermentrude d'Orléans

│
│  ┌─ 
Leuthard
 
I
er
, comte de 
Fezensac
 puis 
comte de Paris
 (
816
) (cf. 
Girardides
) 
└─ 
Engeltrude de Fézensac
 (?-?). 
   └─ X
```

```
Ermentrude d'Orléans

 ép. 
Charles
 
II
 dit le Chauve
 (cf. 
Généalogie des Carolingiens
)

 │
 ├─
Judith
 (v. 844-ap. 870) 
(cf. 
Généalogie des Carolingiens
)

 ├─
Louis
 
II
 dit le Bègue
 (
1
er
 novembre 846
 - † 
10 avril 879
), 
roi de France
. 
(cf. 
Généalogie des Carolingiens
)

 ├─
Charles dit l'Enfant
 (v. 847-† 
29 septembre 866
  
(cf. 
Généalogie des Carolingiens
)

 ├─
Carloman
 (?-† 
876
). 
(cf. 
Généalogie des Carolingiens
)

 ├─Ermentrude (?-?). 
(cf. 
Généalogie des Carolingiens
)

 ├─Hildegarde (?-?). 
(cf. 
Généalogie des Carolingiens
)

 ├─Rotrude (?-?). 
(cf. 
Généalogie des Carolingiens
)

 ├─Gisèle (?-?). 
(cf. 
Généalogie des Carolingiens
)

 └─
Lothaire le Boiteux
 (?-† 
14 décembre 865
), 
abbé de Saint-Germain d'Auxerre
. 
(cf. 
Généalogie des Carolingiens
)
```

## Iconographie
- Enluminure